# Fortunato Morrone

Erzbischofswappen von Fortunato Morrone

Fortunato Morrone (* 20. September 1958 in Isola di Capo Rizzuto, Italien) ist ein italienischer Geistlicher und römisch-katholischer Erzbischof von Reggio Calabria-Bova.

## Leben
Fortunato Morrone absolvierte die ersten vier Jahre der Priesterausbildung in Verona am Studium Zenonianum und schloss seine Studien 1982 an der Päpstlichen Lateranuniversität in Rom ab. Am 1. Oktober 1983 empfing er von Erzbischof Giuseppe Agostino das Sakrament der Priesterweihe für das Bistum Crotone. Nach der Priesterweihe studierte er an der Päpstlichen Universität Gregoriana und wurde 1986 im Fach Dogmatik promoviert.
Neben verschiedenen Aufgaben in der Pfarrseelsorge war er ab 1986 als Dozent für Systematische Theologie tätig, seit 2009 als ordentlicher Professor am Theologischen Institut von Kalabrien. Von 1986 bis 2001 war er Diözesanassistent der Jugend der Katholischen Aktion und von 1989 bis 2002 Diözesanjugendseelsorger. Von 1988 bis 1989 war er Relator der Diözesansynode und von 1994 bis 1996 Sekretär des Priesterrates und des Pastoralrates des Erzbistums. Zeitweise war er für den ständigen Diakonat und die Seelsorgerausbildung verantwortlich. Von 2008 bis 2018 war er Regionalassistent der Katholischen Aktion und seither Dekan in Isola di Capo Rizzuto.
Am 20. März 2021 ernannte ihn Papst Franziskus zum Erzbischof von Reggio Calabria-Bova. Die Bischofsweihe spendete ihm der Erzbischof von Crotone-Santa Severina, Angelo Raffaele Panzetta, am 5. Juni desselben Jahres in der Kirche Santa Maria Madre della Chiesa in Crotone. Mitkonsekratoren waren sein Amtsvorgänger Giuseppe Fiorini Morosini OM und der Erzbischof von Matera-Irsina, Antonio Giuseppe Caiazzo. Die Amtseinführung im Erzbistum Reggio Calabria-Bova fand am 12. Juni 2021 statt.